# Daniela Rea
Daniela Rea Gómez (Irapuato, Guanajuato; 8 de julio de 1982) es una periodista, documentalista y escritora mexicana. Su trabajo periodístico se caracteriza por el enfoque de derechos humanos, así como por sus trabajos de investigación de índole social y político, con un estilo narrativo.

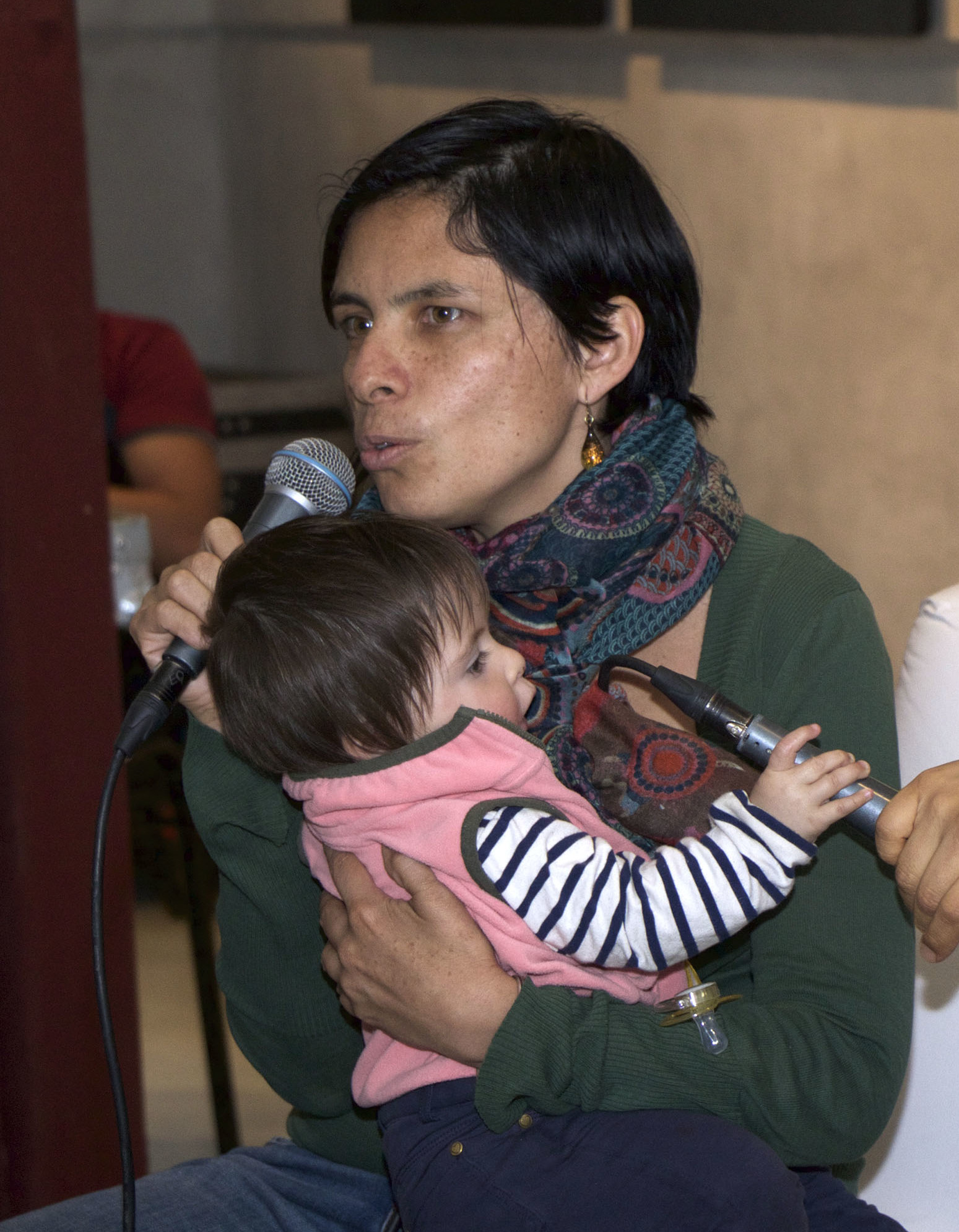
Daniela Rea, en la Feria Internacional del Libro en el Zócalo, 2017.

## Biografía

### Trabajo periodístico
Comenzó su trabajo como periodista y reportera en el estado de Veracruz, en el periódico El Sur. En este trabajo conoció las condiciones complejas en las que vivían las mujeres y campesinos. Realizaba crónicas de las personas habitantes de las zonas rurales. Trabajó en el diario Reforma entre 2005 y 2012, donde cubría temas de conflictos sociales, derechos humanos, violencia y temas de pobreza. También ha colaborado con The Harvard Review of Latin America, ReVista, Replicante, Etiqueta Negra, entre otras.
Es una de las fundadoras de la Red de Periodistas de a Pie, integrante de Nuevos Cronistas de Indias de la liga Fundación Gabriel García Márquez para el Nuevo Periodismo Iberoamericano (FNPI) y es colaboradora del portal Pie de Página.
En 2017 participó como directora de cine documental, con No sucumbió la eternidad, el cual recoge la historia de dos mujeres que han perdido a un ser querido debido a la violencia en México, Alicia de los Ríos y Liliana Gutiérrez. El documental fue exhibido en el Festival Internacional de Cine de Morelia y en Ambulante gira de documentales.

## Obra

### Libros
- Fruto. Antílope, 2022.
- Ya no somos las mismas: Y aquí sigue la guerra.(Editora) Grijalbo, 2020.
- La Tropa: por qué mata un soldado (coautora junto con Pablo Ferri). Aguilar, 2019[10]
- Nadie les pidió perdón: historias de impunidad y resistencia. Ediciones Urano, 2015
- Generación Bang. Temas de Hoy México, 2012.
- Nuestra aparente rendición. Grijalbo, 2012.
- La justicia de todos. (Capítulo) Entre las cenizas. Historias de vida en tiempos de muerte, 2012.
- País de muertos. Crónicas contra la impunidad. Debate, 2011.[11]
- 72 migrantes. Almadía, 2011.

### Documental
- No sucumbió la eternidad (2017)[3][9]

## Premios y reconocimientos
- Premio de Reflexión sobre Derechos Humanos, otorgado por la Comisión Nacional de los Derechos Humanos, 2003[5]
- Premio de la excelencia periodística, del PEN Club México, 2013[3]
- Premio Género y Justicia. Otorgado por ONU Mujeres y la Suprema Corte de Justicia de la Nación, 2013[3]
- Premio Breach / Valdez de Periodismo y Derechos Humanos 2018[12]